# Aleš Pikl
Aleš Pikl (Roudnice nad Labem, 2. travnja 1975. - ) češki je nogometaš, po poziciji vezni igrač.
Igrao je za nekoliko čeških prvoligaša, uključujući Baník iz Ostrave i FK Teplice. Ipak najviše nastupa ostvario je Viktoriu Žižikov, za koju je upisao 142 nastupa i 33 pogotka, a bio je i treći najbolji strijelac Prve češke nogometne lige za sezonu 2002./03. s 11 pogodaka.
Bio je i član Češke nogometne reprezentacije do 21 godine za koju je upisao 14 nastupa i 1 zgoditak. 17. travnja 2002. godine odigrao je jedinu utakmicu za Češku nogometnu reprezentaciju, protiv Grčke.
Profesionalnu klupsku karijeru nastavio je u niželigašima, kao što su Tartan Prešov, Sparta Krč, Baník Most i Chomutov.